# JR Klaipėda
JR Klaipėda – litewski klub piłkarski, z siedzibą w Kłajpedzie, działający w latach 1973–1998.

## Historia
Chronologia nazw:
- 1973–1995: Sirijus Kłajpeda (lit. Sirijus Klaipėda)
- 1995–1998: JR Klaipėda (lit. JR Klaipėda)

Klub piłkarski pod nazwą Sirijus Kłajpeda został założony w 1973 i występował w rozgrywkach lokalnych.
W 1990 uczestniczył w pierwszych mistrzostwach Bałtyckich, w których został wicemistrzem. Od 1991 r. grał w pierwszej lidze litewskiej (A Lyga). W 1995 klub zmienił nazwę na JR Klaipėda a w sezonie 1995/96 zajął ostatnie 15 miejsce i spadł do drugiej ligi litewskiej (I Lyga). W drugiej lidze występował kolejne 2 sezony do 1998 r., kiedy został rozwiązany, a większość piłkarzy przeszli do lokalnego rywala Atlantas Kłajpeda.

## Osiągnięcia
- Mistrzostwo Litewskiej SRR:

brązowy medalista: 1989
- Puchar Litewskiej SRR:

zdobywca: 1988
- Mistrzostwo Litwy:

Mistrz: 1990
brązowy medalista: 1992
- Puchar Litwy:

Puchar: 1990
finalista: 1993